# Haraldsted-Allindemagle Sogn
Haraldsted-Allindemagle Sogn er et sogn i Ringsted-Sorø Provsti (Roskilde Stift). Sognet ligger i Ringsted Kommune (Region Sjælland). I sognet ligger Haraldsted Kirke og Allindemagle Kirke.
Sognet blev dannet 29. november 2020 ved en sammenlægning af Haraldsted Sogn og Allindemagle Sogn.
- Haraldsted Kirke
- Allindemagle kirke

|  | Denne artikel kan blive bedre, hvis der indsættes geografiske koordinater Denne artikel omhandler et emne, som har en geografisk lokation. Du kan hjælpe ved at indsætte koordinater i wikidata. |

1. 1 2  Statistikbanken Folketal den 1. i kvartalet efter sogn og folkekirkemedlemskab (dansk)